# Thorkild Demuth

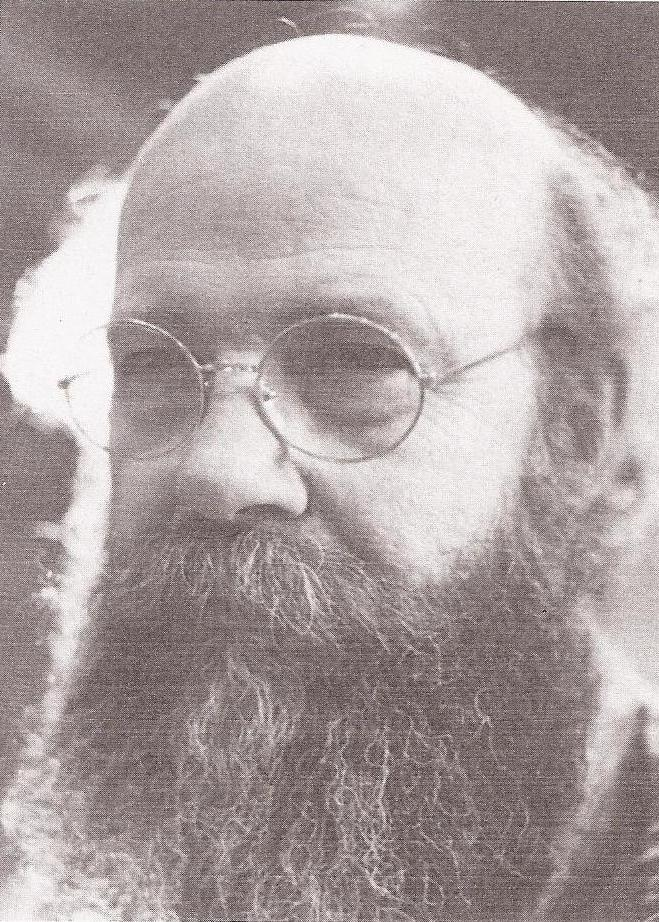
Thorkild Demuth, 1988

Thorkild Demuth (* 28. März 1927 in Ravsted, Syddanmark; † 3. Juni 2017 in Tønder Kommune, Syddanmark) war ein dänischer Schauspieler, Regisseur und Puppenspieler.

## Biografie
Thorkild Demuth absolvierte von 1950 bis 1952 eine Schauspielausbildung an der Theaterschule des Odense Teater und war ein Schüler von Albert Luther. Sein Debüt als Theaterschauspieler hatte er am 15. Dezember 1950 als Triddelfitz in dem Stück Landmandsliv. Im Odense Theater war er von 1950 bis 1954 tätig. Anschließend ließ er sich in Kopenhagen nieder, wo er als Leiter der Kinder- und Jugendabteilung des dänischen Rundfunks bei Danmarks Radio engagiert wurde. Später produzierte einige dort einige Sendungen selbst, unter anderem Ingrid og Lillebror, Magnus Tagmus und Torvet. Auch gab er der in Dänemark populären Radiosendung Anna og Lotte seine Stimme.
1973 verließ er Kopenhagen wieder, beendete seine Tätigkeit beim dänischen Rundfunk und zog nach Südjütland. Dort gründete er ein Kinder- und Puppentheater, mit dem er durch ganz Dänemark tourte. Außer einigen weiteren gelegentlichen Theaterauftritten und Auftritten in dänischen Film- und Fernsehproduktionen als Schauspieler arbeitete er seitdem hauptsächlich im Kindertheater. Für die dänische Fernsehserie Kikkassen schrieb Demuth 1965 das Drehbuch und für zwei Folgen der Serie Torvet führte er 1981 Regie.
Thorkild Demuth war seit 1955 mit der Schauspielerin Annelise Brynée Demuth, geborene Sørensen, verheiratet.

## Filmografie

### Schauspieler
- 1954: I kongens klær
- 1958: Over alle grænser
- 1969: Sørøver Sally (Fernsehserie, Stimme als Pling-Plang)
- 1977: Fiskerne (Fernsehminiserie)
- 1995: Fæhår og Harzen (Fernsehserie)
- 2008: Frygtelig lykkelig

### Regisseur
- 1981: Torvet (Fernsehserie)

### Drehbuchautor
- 1965: Kikkassen (Fernsehserie)